# Necha
Necha – gaun wikas samiti we wschodniej części Nepalu w strefie Kośi w dystrykcie Morang. Według nepalskiego spisu powszechnego z 2001 roku liczył on 781 gospodarstw domowych i 3832 mieszkańców (1819 kobiet i 2013 mężczyzn).